# Vicenza Volley 2008-2009
Questa voce raccoglie le informazioni riguardanti il Vicenza Volley nelle competizioni ufficiali della stagione 2008-2009.

## Stagione
La stagione 2008-09 è per il Vicenza Volley, sponsorizzato dalla Minetti, l'undicesima consecutiva in Serie A1; sulla panchina viene chiamato Mario Fangareggi, sostituito poco dopo l'inizio del campionato dal suo vice Maurizio Baraldo: in rosa sono confermate diverse giocatrici come Stefania Dall'Igna, Monica De Gennaro, Valentina Tirozzi, Stefania Paccagnella e Matea Ikić, mentre tra gli acquisti figurano quelli di Francesca Devetag, Ivana Ćurčić, Alice Santini e Monika Kučerová che poi lascia il club a stagione in corso; tra le cessioni quelle di Manuela Leggeri, Martina Mataloni, Darina Mifkova, Sonja Percan e Kathy Radzuweit.
L'avvio in campionato in segnato esclusivamente da sconfitte: la squadra di Vicenza riesce a racimolare qualche punto solo grazie a qualche partita terminata al tie-break e l'unica vittoria del girone di andata è alla nona giornata contro il Santeramo Sport, chiudendo al penultimo posto in classifica, non potendo quindi essere ripescata in Coppa Italia. La situazione non cambia nel girone di ritorno: gli unici punti conquistati infatti sono quelli contro la Spes Volley Conegliano, gara persa per 3-2, e nelle due vittorie, rispettivamente contro la Florens Volley Castellana Grotte e il Cesena: il Vicenza Volley chiude la regular season al quattordicesimo ed ultimo posto, retrocedendo in Serie A2.
Tutte le squadre partecipanti alla Serie A1 2008-09 sono di diritto qualificate alla Coppa Italia: il Vicenza Volley però esce già alla prima fase, eliminato dal Santeramo Sport, dopo aver vinto la gara di andata per 3-1 ma persa quella di ritorno con lo stesso risultato, avendo totalizzato un peggior quoziente punti.

## Organigramma societario
Area direttiva
- Presidente: Giovanni Coviello

Area tecnica
- Allenatore: Mario Fangareggi (fino al 21 novembre 2008), Maurizio Baraldo (dal 22 novembre 2008)
- Allenatore in seconda: Maurizio Baraldo (fino al 21 novembre 2008), Dino Guadalupi (dal 22 novembre 2008)
- Scout man: Matteo Gadioli
- Assistente allenatore: Dino Guadalupi (fino al 21 novembre 2008), Kumi Nakada

Area sanitaria
- Medico: Francesco Barcaro, Claudio Randon, Luca Tremul
- Preparatore atletico: Terry Rosini
- Fisioterapista: Roberto Rizzetto

## Rosa
| N° | Nome                 | Ruolo | Data di nascita   | Nazionalità sportiva |
| -- | -------------------- | ----- | ----------------- | -------------------- |
| 1  | Ivana Ćurčić         | S     | 15 gennaio 1982   | Serbia               |
| 3  | Francesca Devetag    | C     | 13 novembre 1986  | Italia               |
| 5  | Flavia Assirelli     | C     | 26 settembre 1990 | Italia               |
| 6  | Anna Ensabella       | L     | 9 marzo 1990      | Italia               |
| 7  | Stefania Dall'Igna   | P     | 22 novembre 1984  | Italia               |
| 8  | Marilyn Strobbe      | C     | 11 febbraio 1989  | Italia               |
| 9  | Alice Santini        | S     | 16 gennaio 1984   | Italia               |
| 10 | Irene Gomiero        | S     | 23 novembre 1990  | Italia               |
| 11 | Monika Kučerová      | S     | 17 settembre 1983 | Rep. Ceca            |
| 11 | Rachel VanMeter      | S     | 7 luglio 1984     | Stati Uniti          |
| 12 | Anna Paola Mattiolo  | S     | 10 agosto 1973    | Italia               |
| 13 | Matea Ikić           | S     | 25 maggio 1989    | Croazia              |
| 14 | Sisi Rroco           | P     | 1º ottobre 1988   | Italia               |
| 15 | Stefania Paccagnella | C     | 3 agosto 1973     | Italia               |
| 16 | Valentina Tirozzi    | S     | 26 marzo 1986     | Italia               |
| 17 | Monica De Gennaro    | L     | 8 gennaio 1987    | Italia               |
| 18 | Romina Bertone       | S     | 30 maggio 1990    | Argentina            |

## Mercato
| Acquisti | Acquisti            | Acquisti       | Acquisti   |
| R.       | Nome                | da             | Modalità   |
| -------- | ------------------- | -------------- | ---------- |
| S        | Ivana Ćurčić        | Weert          | definitivo |
| C        | Francesca Devetag   | Sassuolo       | definitivo |
| S        | Monika Kučerová     | Schwechat Post | definitivo |
| S        | Anna Paola Mattiolo | Reggio Emilia  | definitivo |
| S        | Alice Santini       | Brunelli       | definitivo |
| S        | Rachel VanMeter     | Schweriner     | definitivo |

| Cessioni | Cessioni         | Cessioni            | Cessioni   |
| R.       | Nome             | a                   | Modalità   |
| -------- | ---------------- | ------------------- | ---------- |
| S        | Vanessa Bortoli  | Montecchio Maggiore | definitivo |
| S        | Monika Kučerová  | Prostějov           | definitivo |
| C        | Manuela Leggeri  | Sassuolo            | definitivo |
| L        | Martina Mataloni | Giannino Pieralisi  | definitivo |
| S        | Darina Mifkova   | Cesena              | definitivo |
| S/O      | Sonja Percan     | Forlì               | definitivo |
| C        | Kathy Radzuweit  | Donoratico          | definitivo |
| P        | Valeria Zanin    | Volta               | definitivo |

## Risultati

### Serie A1

#### Girone di andata
| 1ª giornata - 11 ottobre 2008 Palasport Città di Vicenza, Vicenza   | Vicenza           | 2 - 3 | Giannino Pieralisi | 25-23, 23-25, 25-23, 20-25, 5-15  |
| 2ª giornata - 19 ottobre 2008 Zoppas Arena, Conegliano              | Spes Conegliano   | 3 - 0 | Vicenza            | 25-21, 25-21, 25-19               |
| 3ª giornata - 26 ottobre 2008 Palasport Città di Vicenza, Vicenza   | Vicenza           | 1 - 3 | Asystel            | 26-24, 22-25, 22-25, 18-25        |
| 4ª giornata - 2 novembre 2008 PalaGrotte, Castellana Grotte         | Castellana Grotte | 3 - 0 | Vicenza            | 25-19, 25-20, 25-18               |
| 5ª giornata - 9 novembre 2008 Palasport Città di Vicenza, Vicenza   | Vicenza           | 2 - 3 | Chieri             | 25-23, 22-25, 19-25, 25-23, 9-15  |
| 6ª giornata - 15 novembre 2008 PalaEvangelisti, Perugia             | Sirio Perugia     | 3 - 0 | Vicenza            | 25-23, 25-20, 25-14               |
| 7ª giornata - 23 novembre 2008 Palasport Città di Vicenza, Vicenza  | Vicenza           | 2 - 3 | Pavia              | 22-25, 25-20, 22-25, 25-16, 11-15 |
| 8ª giornata - 29 novembre 2008 PalaDionigi, Sant'Angelo in Lizzola  | Robursport Pesaro | 3 - 0 | Vicenza            | 25-17, 25-14, 25-14               |
| 9ª giornata - 4 dicembre 2008 Palasport Città di Vicenza, Vicenza   | Vicenza           | 3 - 2 | Santeramo          | 21-25, 25-22, 16-25, 25-23, 15-13 |
| 10ª giornata - 14 dicembre 2008 PalaNorda, Bergamo                  | Bergamo           | 3 - 0 | Vicenza            | 25-15, 25-17, 25-21               |
| 11ª giornata - 21 dicembre 2008 PalaPaganelli, Sassuolo             | Sassuolo          | 3 - 0 | Vicenza            | 25-22, 25-20, 25-19               |
| 12ª giornata - 26 dicembre 2008 Palasport Città di Vicenza, Vicenza | Vicenza           | 1 - 3 | Busto Arsizio      | 21-25, 23-25, 25-23, 21-25        |
| 13ª giornata - 6 gennaio 2009 Carisport, Sassuolo                   | Cesena            | 3 - 2 | Vicenza            | 25-22, 20-25, 20-25, 25-21, 16-14 |

#### Girone di ritorno
| 14ª giornata - 11 gennaio 2009 PalaTriccoli, Jesi                   | Giannino Pieralisi | 3 - 0 | Vicenza           | 25-17, 25-15, 25-16               |
| 15ª giornata - 18 gennaio 2009 Palasport Città di Vicenza, Vicenza  | Vicenza            | 2 - 3 | Spes Conegliano   | 25-17, 25-21, 21-25, 18-25, 13-15 |
| 16ª giornata - 25 gennaio 2009 Sporting Palace, Novara              | Asystel            | 3 - 0 | Vicenza           | 25-9, 25-14, 25-17                |
| 17ª giornata - 1º febbraio 2009 Palasport Città di Vicenza, Vicenza | Vicenza            | 3 - 1 | Castellana Grotte | 25-23, 21-25, 25-21, 25-22        |
| 18ª giornata - 15 febbraio 2009 PalaMaddalene, Chieri               | Chieri             | 3 - 1 | Vicenza           | 25-21, 22-25, 25-19, 25-20        |
| 19ª giornata - 22 febbraio 2009 Palasport Città di Vicenza, Vicenza | Vicenza            | 0 - 3 | Sirio Perugia     | 17-25, 18-25, 21-25               |
| 20ª giornata - 1º marzo 2009 PalaRavizza, Pavia                     | Pavia              | 3 - 1 | Vicenza           | 25-20, 25-19, 23-25, 25-19        |
| 21ª giornata - 8 marzo 2009 Palasport Città di Vicenza, Vicenza     | Vicenza            | 0 - 3 | Robursport Pesaro | 22-25, 13-25, 13-25               |
| 22ª giornata - 15 marzo 2009 PalaCooper, Santeramo in Colle         | Santeramo          | 3 - 0 | Vicenza           | 25-16, 25-22, 25-18               |
| 23ª giornata - 22 marzo 2009 Palasport Città di Vicenza, Vicenza    | Vicenza            | 1 - 3 | Bergamo           | 25-21, 18-25, 15-25, 20-25        |
| 24ª giornata - 29 marzo 2009 Palasport Città di Vicenza, Vicenza    | Vicenza            | 0 - 3 | Sassuolo          | 16-25, 24-26, 24-26               |
| 25ª giornata - 5 aprile 2009 PalaYamamay, Busto Arsizio             | Busto Arsizio      | 3 - 0 | Vicenza           | 25-19, 25-22, 25-21               |
| 26ª giornata - 11 aprile 2009 Palasport Città di Vicenza, Vicenza   | Vicenza            | 3 - 1 | Cesena            | 25-21, 25-16, 22-25, 25-20        |

### Coppa Italia

#### Fase a eliminazione diretta
| Prima fase (andata) - 22 ottobre 2008 Palasport Città di Vicenza, Vicenza | Vicenza   | 3 - 1 | Santeramo | 23-25, 27-25, 26-24, 25-23 |
| Prima fase (ritorno) - 29 ottobre 2008 PalaCooper, Santeramo in Colle     | Santeramo | 3 - 1 | Vicenza   | 22-25, 25-18, 25-19, 25-14 |

## Statistiche

### Statistiche di squadra
| Competizione | Punti | In casa | In casa | In casa | In trasferta | In trasferta | In trasferta | Totale | Totale | Totale |
| Competizione | Punti | G       | V       | P       | G            | V            | P            | G      | V      | P      |
| ------------ | ----- | ------- | ------- | ------- | ------------ | ------------ | ------------ | ------ | ------ | ------ |
| Serie A1     | 13    | 13      | 3       | 10      | 13           | 0            | 13           | 26     | 3      | 23     |
| Coppa Italia | -     | 1       | 1       | 0       | 1            | 0            | 1            | 2      | 1      | 1      |
| Totale       | -     | 14      | 4       | 10      | 14           | 0            | 14           | 28     | 4      | 24     |

G = partite giocate; V = partite vinte; P = partite perse

### Statistiche dei giocatori
| Giocatore      | Serie A1 | Serie A1 | Serie A1 | Serie A1 | Serie A1 | Coppa Italia | Coppa Italia | Coppa Italia | Coppa Italia | Coppa Italia | Totale | Totale | Totale | Totale | Totale |
| Giocatore      | P        | PT       | AV       | MV       | BV       | P            | PT           | AV           | MV           | BV           | P      | PT     | AV     | MV     | BV     |
| -------------- | -------- | -------- | -------- | -------- | -------- | ------------ | ------------ | ------------ | ------------ | ------------ | ------ | ------ | ------ | ------ | ------ |
| F. Assirelli   | 3        | 1        | 1        | 0        | 0        | -            | -            | -            | -            | -            | 3      | 1      | 1      | 0      | 0      |
| R. Bertone     | -        | -        | -        | -        | -        | -            | -            | -            | -            | -            | -      | -      | -      | -      | -      |
| I. Ćurčić      | 25       | 269      | 251      | 13       | 5        | 2            | 28           | 25           | 1            | 2            | 27     | 297    | 276    | 14     | 7      |
| S. Dall'Igna   | 26       | 17       | 6        | 4        | 7        | 2            | 5            | 1            | 4            | 0            | 28     | 12     | 7      | 8      | 7      |
| M. De Gennaro  | 25       | -        | -        | -        | -        | 2            | -            | -            | -            | -            | 27     | -      | -      | -      | -      |
| F. Devetag     | 21       | 152      | 86       | 61       | 5        | 2            | 19           | 13           | 4            | 2            | 23     | 171    | 99     | 65     | 7      |
| A. Ensabella   | 2        | -        | -        | -        | -        | 0            | -            | -            | -            | -            | 2      | -      | -      | -      | -      |
| I. Gomiero     | -        | -        | -        | -        | -        | -            | -            | -            | -            | -            | -      | -      | -      | -      | -      |
| M. Ikić        | 26       | 258      | 236      | 13       | 9        | 2            | 19           | 14           | 1            | 4            | 28     | 277    | 250    | 14     | 13     |
| M. Kučerová    | 12       | 39       | 30       | 4        | 5        | 1            | 7            | 6            | 0            | 1            | 13     | 46     | 36     | 4      | 6      |
| A. Mattiolo    | 13       | 35       | 33       | 1        | 1        | 2            | 3            | 3            | 0            | 0            | 15     | 38     | 36     | 1      | 1      |
| S. Paccagnella | 26       | 234      | 165      | 50       | 19       | 2            | 17           | 11           | 5            | 1            | 28     | 251    | 176    | 55     | 20     |
| S. Rroco       | 3        | 0        | 0        | 0        | 0        | 0            | 0            | 0            | 0            | 0            | 3      | 0      | 0      | 0      | 0      |
| A. Santini     | 18       | 96       | 81       | 9        | 6        | 2            | 19           | 14           | 4            | 1            | 20     | 115    | 95     | 13     | 7      |
| M. Strobbe     | 14       | 35       | 24       | 6        | 5        | 0            | 0            | 0            | 0            | 0            | 14     | 35     | 24     | 6      | 5      |
| V. Tirozzi     | 26       | 315      | 281      | 14       | 20       | 2            | 19           | 18           | 0            | 1            | 28     | 334    | 299    | 14     | 21     |
| R. VanMeter    | 9        | 44       | 41       | 2        | 1        | -            | -            | -            | -            | -            | 9      | 44     | 41     | 2      | 1      |

P = presenze; PT = punti totali; AV = attacchi vincenti; MV = muri vincenti; BV = battute vincenti